# 徐則
徐则（?—?），东海郡郯县人，隋朝隐士。
徐则幼年沉静，寡嗜欲。跟随周弘正学习，擅长三玄（《老子》《庄子》《周易》），精于议论，在都邑名声出类拔萃，徐则叹道：“名是实的外表，我是徒有其表吧！”于是心怀隐居的节操，拄着棍子进入缙云山。后学数百人，苦请拜他为师，都推辞遣散了他们。他不娶妻，常服头巾布衣。南陈太建年间，应召到至真观休息。一个月后，又辞别进入天台山，于是不吃谷米修养性情，所依赖的只有松子清水而已，虽隆冬天寒，不穿绵衣。太傅徐陵为他摩崖刻石立颂辞。开始在缙云山，太极真人徐君临幸他说：“你年出八十，当为王者之师，然后得道。”晋王杨广镇守扬州，知道他的名声，亲自写信招揽他。
他对门人说：“我今年八十一，王来召我，徐君之旨，看来是可信有根据的。”于是遂到扬州。晋王将请受道法，徐则以时日不便推辞。其后一个晚上，他命侍者取香火，像平常一样进行朝礼之仪。到了五更死去，肢体柔弱就像活着一样，停留几十天，脸色不变。晋王命令送灵柩回天台山归葬。
相传，当时自江都至天台山，在途中多有人见徐则徒步，自称被放还。回到旧居，取来经书道法，分别交给弟子，仍命人将一房扫干净，说：“如有客人来，应该把他请到这里。”然后跨石梁而去，不知所去。须臾，灵柩送到，大家才知道他已经灵化仙逝。时年八十二岁。晋王听说更加感到惊奇，赐织物千段，派遣画工画他的形象，令柳敬言为他作赞。
当时有建安宋玉泉、会稽孔道茂、丹阳王远知等，也行辟谷之术，依赖松子清水，都被炀帝所看重。

## 延伸阅读
[在维基数据编辑]
 《北史·卷088》，出自李延壽《北史》
 《隋書·卷77》，出自魏徵《隋书》